# 邏輯捲軸管理
邏輯捲軸管理（Logical volume management），為電腦中的大量儲存裝置（Mass storage devices）提供更有彈性的硬碟分割方式。它是一種抽象化存儲技術，實作的方式，根據作業系統而有所不同。基本上，它是在驅動程式與作業系統之間增加一個邏輯層，以方便系統管理硬碟分割系統。

## 外部連結
- （中文）调整LVM分区大小